# Apostasia
Apostasia is een geslacht van primitieve orchideeën uit India, Zuidoost-Azië en Australië.
Het zijn terrestrische orchideeën en die voornamelijk in regenwouden voorkomen.

## Naamgeving en etymologie
Synoniemen: Adactylus Rolfe, Mesodactylis Wall., Neumayera Rchb.f, Niemeyera  F.Muell. 
De botanische naam Apostasia is afkomstig van het Oudgriekse ἀποστασία, apostasia (scheiding), en slaat op de kenmerken die dit geslacht onderscheiden van andere orchideeëngeslachten.

## Kenmerken
Apostasia-soorten zijn groenblijvende, terrestrische orchideeën, met fijne draadachtige wortel (plant)s zonder velamen maar met opgezwollen wortelknobbels en een tengere bloeistengel met veel smalle, niet-gearticuleerde bladeren.
De bloeiwijze is een onvertakte tot enkele malen vertakte, overhangende aar met tot 30 kleine, witte of gele lelieachtige bloemen.
De bloem is niet geresupineerd (de lip wijst dus nog steeds naar boven), maar de kelkbladen (sepalen) en kroonbladen (petalen) zijn praktisch aan elkaar gelijk, small en met een duidelijke middennerf.
Anders dan bij de meeste orchideeën zijn stamper en de meeldraden enkel aan de basis gefuseerd tot een gynostemium. Er zijn nog twee fertiele meeldraden aanwezig, een derde is afwezig of omgevormd tot een steriel staminodium, waardoor ze tot de primitieve orchideeën worden gerekend. De 'modernere' orchideeën hebben nog slechts één fertiele meeldraad.

## Habitat
Apostasia-soortem komen voor op verschillende types vochtige tot droge bodems, van zonnige bosranden tot donkere diepe bossen, voornamelijk in regenwouden.

## Voorkomen
Apostasia komt voor in de Himalaya, India, Sri Lanka, China, Zuidoost-Azië, Nieuw-Guinea en Noord-Australië.

## Taxonomie
Apostasia wordt samen met het zustergeslacht Neuwiedia ondergebracht in de onderfamilie Apostasioideae. Wegens hun primitieve kenmerken werden ze in het verleden soms niet als 'echte' orchideeën beschouwd. Recent DNA-onderzoek heeft echter uitgewezen dat beide geslachten een monofyletisch taxon vormen, nauw gerelateerd aan de andere orchideeën.
Het geslacht telt zeven soorten. De typesoort is Apostasia odorata.
- Apostasia elliptica J.J.Sm., 1920
- Apostasia latifolia Rolfe, 1889
- Apostasia nuda R.Br. in N.Wallich, 1830
- Apostasia odorata Blume, 1825
- Apostasia parvula Schltr., 1906
- Apostasia ramifera S.C.Chen & K.Y.Lang, 1986
- Apostasia wallichii R.Br. in N.Wallich, 1830

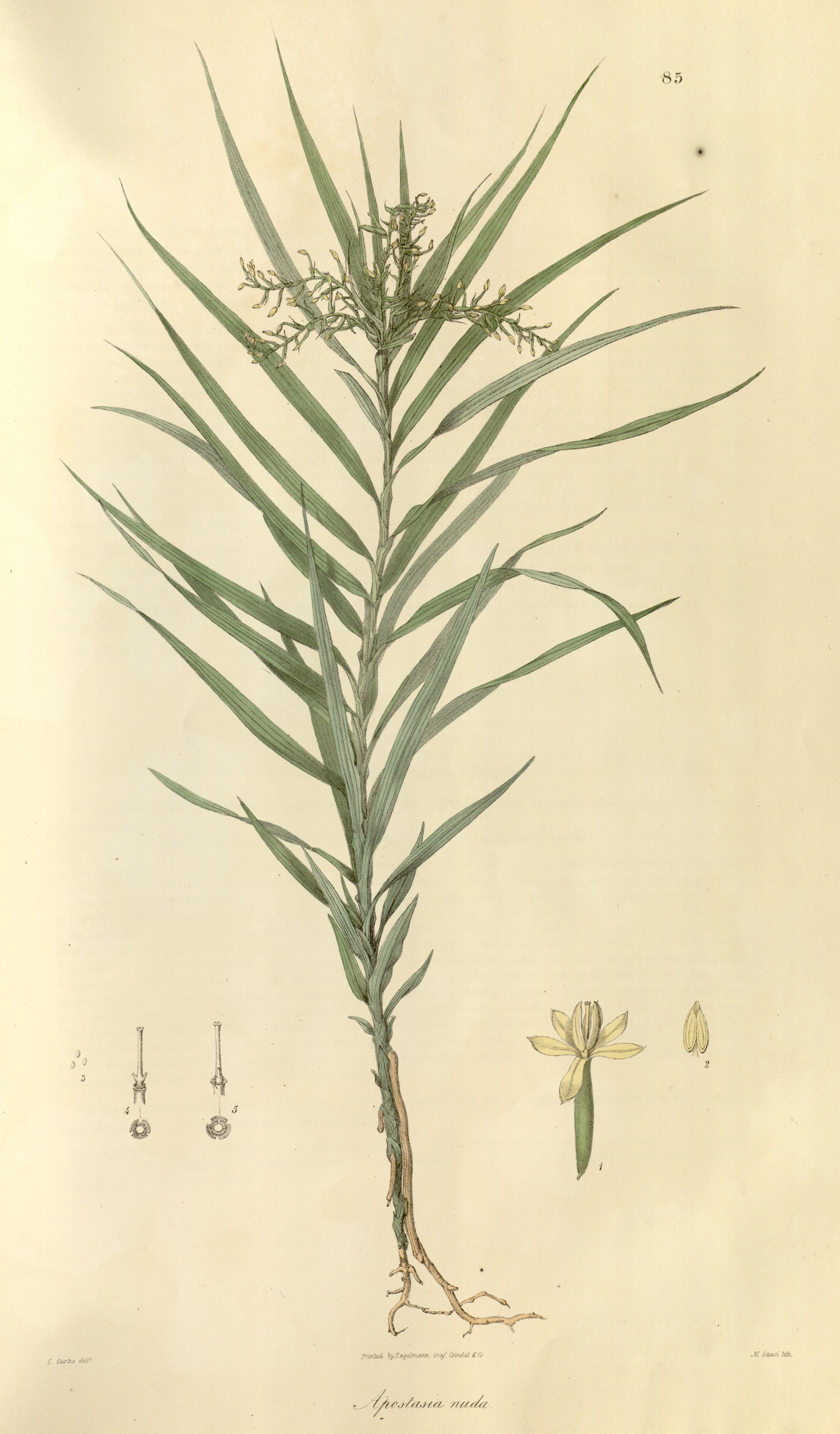
Apostasia nuda
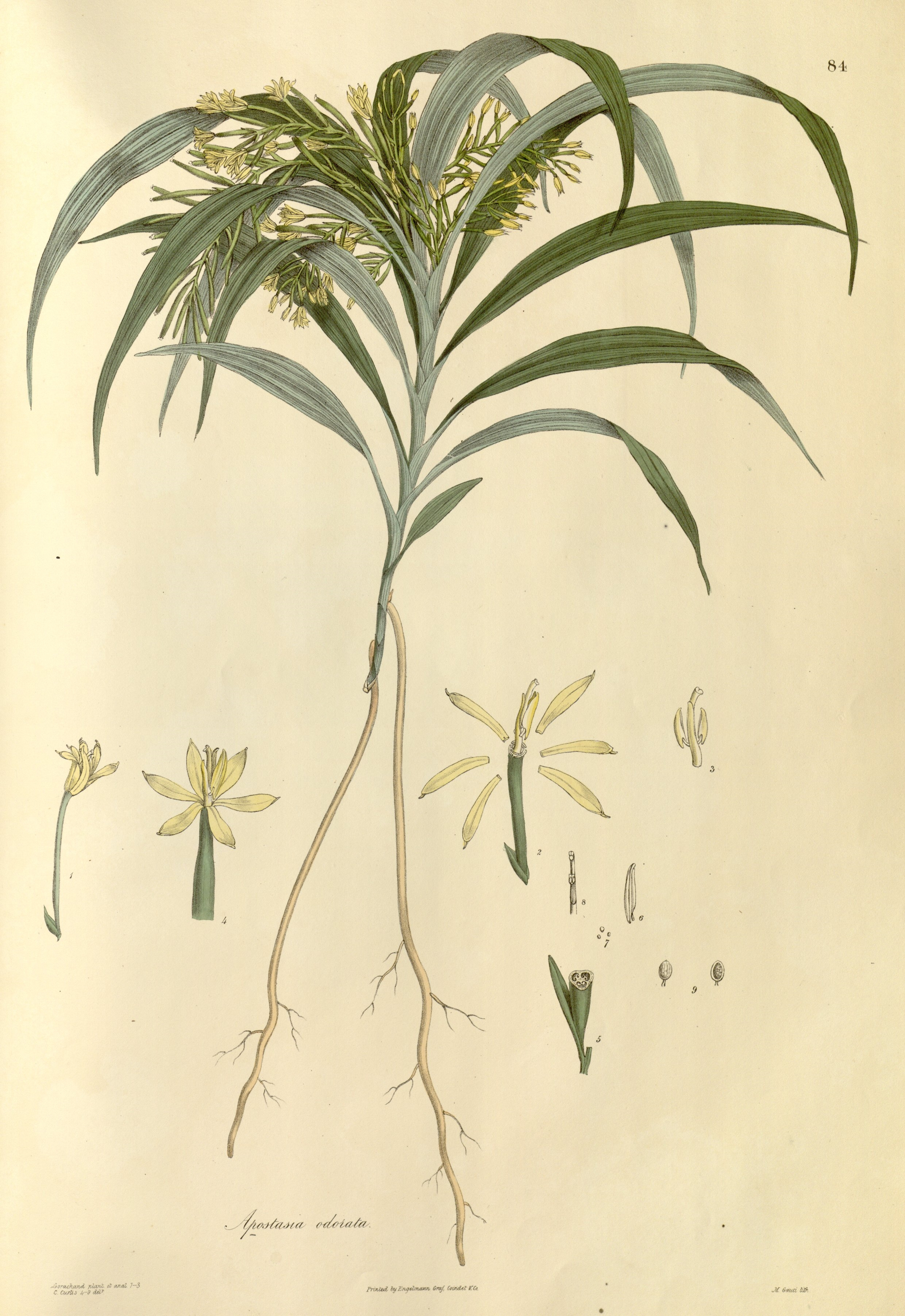
Apostasia wallichii